# جائزة الصين الكبرى 2013
جائزة الصين الكبرى 2013 (بالإنجليزية: 2013 Chinese Grand Prix)‏ هو سباق فورمولا 1 أقيم بتاريخ 14 أبريل 2013 في حلبة شانغهاي الدولية، الصين. كان الثالث من أصل 19 في بطولة العالم لسباقات الفورمولا واحد موسم 2013. حلّ الإسباني فرناندو ألونسو أولا بينما جاء الفنلندي كيمي رايكونن في المركز الثاني وحصل على المركز الثالث البريطاني لويس هاملتون.